# Faráhrúd
Faráhrúd (persky فراهرود‎), je řeka na východě Íránské vysočiny v Afghánistánu (Faráh, Ghor). Je 580 km dlouhá. Povodí má rozlohu přibližně 33 000 km².

## Průběh toku
Pramení v jižních výběžcích hor Band-e Bayan. Na horním a středním toku protéká Středoafghánskými horami a na dolním toku pouštní rovinu Sistán. Ústí do systému bezodtokých jezer Hamún.

## Vodní režim
Nejvyšších vodních stavů dosahuje na jaře. Na podzim dochází k dešťovým povodním. V létě na dolním toku vysychá.

## Využití
Využívá se na zavlažování. V údolí řeky se nachází město Faráh, jež je centrem stejnojmenné oázy.